# Campionat d'Europa d'atletisme en pista coberta de 1976
El Campionat d'Europa d'atletisme en pista coberta de 1976 fou la setena edició del Campionat d'Europa d'atletisme en pista coberta. La competició es digué a terme a la ciutat de Múnic (en aquells moments República Federal d'Alemanya) entre els dies 21 i 22 de febrer de 1976 sota l'organització de l'Associació Europea d'Atletisme (AEA) i la Federació alemanya d'atletisme.
La competició es dugué a terme al complex Olympiahalle, situat dins el Parc Olímpic de Múnic, i tingué una pista amb una llargada de 179 metres. Aquesta fou la primera edició en la qual no es disputaren curses de relleus fins a la seva reeintroducció l'any 2000.

## Participants
Hi participaren un total de 226 atletes de 25 nacions diferents:
- Àustria (3)
- Bèlgica (7)
- Bulgària (17)
- Dinamarca (1)
- Espanya (6)
- Finlàndia (6)
- França (22)
- Grècia (10)
- Hongria (6)
- Islàndia (1)
- Itàlia (4)
- Iugoslàvia (4)
- Liechtenstein (2)
- Noruega (1)
- Països Baixos (3)
- Polònia (25)
- Portugal (1)
- Regne Unit (7)
- RDA (8)
- RFA (30)
- Romania (8)
- Suècia (9)
- Suïssa (3)
- Txecoslovàquia (14)
- Unió Soviètica (28)

## Resutats

### Categoria masculina
| Event                      | Or                        | Or      | Plata                            | Plata   | Bronze                      | Bronze  |
| 60 metres llisos detalls   | Valeri Borzov (URS)       | 6.58    | Vassilios Papageorgopoulos (GRE) | 6.67    | Petar Petrov (BUL)          | 6.68    |
| 400 metres llisos detalls  | Yanko Bratanov (BUL)      | 47.79   | Hermann Köhler (FRG)             | 48.19   | Grzegorz Mądry (POL)        | 48.46   |
| 800 metres llisos detalls  | Ivo Van Damme (BEL)       | 1:49.2a | Josef Schmid (FRG)               | 1:49.8a | Milovan Savić (YUG)         | 1:49.9a |
| 1500 metres llisos detalls | Paul-Heinz Wellmann (FRG) | 3:45.1a | Thomas Wessinghage (FRG)         | 3:45.3a | Gheorghe Ghipu (ROM)        | 3:46.1a |
| 3000 metres llisos detalls | Ingo Sensburg (FRG)       | 8:01.6a | Józef Ziubrak (POL)              | 8:02.0a | Ray Smedley (GBR)           | 8:02.2a |
| 60 metres tanques detalls  | Viktor Myasnikov (URS)    | 7.78    | Berwyn Price (GBR)               | 7.80    | Zbigniew Jankowski (POL)    | 7.92    |
| Salt d'alçada detalls      | Sergey Senyukov (URS)     | 2.22    | Jacques Aletti (FRA)             | 2.19    | Walter Boller (FRG)         | 2.19    |
| Salt amb perxa detalls     | Yuriy Prokhorenko (URS)   | 5.45    | Antti Kalliomäki (FIN)           | 5.40    | Renato Dionisi (ITA)        | 5.30    |
| Salt de llargada detalls   | Jacques Rousseau (FRA)    | 7.90    | Valeriy Podluzhniy (URS)         | 7.79    | Joachim Busse (FRG)         | 7.72    |
| Triple salt detalls        | Viktor Sanyeyev (URS)     | 17.10   | Carol Corbu (ROM)                | 16.75   | Bernard Lamitié (FRA)       | 16.68   |
| Llançament de pes detalls  | Geoff Capes (GBR)         | 20.64   | Gerd Lochmann (GDR)              | 20.29   | Aleksandr Baryshnikov (URS) | 20.02   |

### Categoria femenina
| Event                      | Or                        | Or      | Plata                       | Plata   | Bronze                     | Bronze  |
| 60 metres llisos detalls   | Linda Haglund (SWE)       | 7.24    | Sonia Lannaman (GBR)        | 7.25    | Elvira Possekel (FRG)      | 7.28    |
| 400 metres llisos detalls  | Rita Wilden (FRG)         | 52.26   | Jelica Pavličić (YUG)       | 52.47   | Inta Kļimoviča (URS)       | 52.80   |
| 800 metres llisos detalls  | Nikolina Shtereva (BUL)   | 2:02.2a | Lilyana Tomova (BUL)        | 2:02.6a | Gisela Klein (FRG)         | 2:03.2a |
| 1500 metres llisos detalls | Brigitte Kraus (FRG)      | 4:15.2a | Natalia Mărășescu (ROM)     | 4:15.6a | Rositsa Pekhlivanova (BUL) | 4:15.8a |
| 60 metres tanques detalls  | Grażyna Rabsztyn (POL)    | 7.96    | Natalya Lebedeva (URS)      | 8.08    | Bożena Nowakowska (POL)    | 8.14    |
| Salt d'alçada detalls      | Rosemarie Ackermann (GDR) | 1.92    | Ulrike Meyfarth (FRG)       | 1.89    | Milada Karbanová (TCH)     | 1.89    |
| Salt de llargada detalls   | Lidiya Alfeyeva (URS)     | 6.64    | Jarmila Nygrýnová (TCH)     | 6.57    | Galina Gopchenko (URS)     | 6.48    |
| Llançament de pes detalls  | Ivanka Khristova (BUL)    | 20.45   | Svetlana Krachevskaya (URS) | 20.06   | Ilona Schoknecht (GDR)     | 19.36   |

## Medaller
| Núm. | País           | Or | Argent | Bronze | Total |
| ---- | -------------- | -- | ------ | ------ | ----- |
| 1    | Unió Soviètica | 6  | 3      | 3      | 12    |
| 2    | RFA            | 4  | 4      | 4      | 12    |
| 3    | Bulgària       | 3  | 1      | 2      | 6     |
| 4    | Regne Unit     | 1  | 2      | 1      | 4     |
| 5    | Polònia        | 1  | 1      | 3      | 5     |
| 6    | França         | 1  | 1      | 1      | 3     |
| 6    | RDA            | 1  | 1      | 1      | 3     |
| 8    | Bèlgica        | 1  | 0      | 0      | 1     |
| 8    | Suècia         | 1  | 0      | 0      | 1     |
| 10   | Romania        | 0  | 2      | 1      | 3     |
| 11   | Iugoslàvia     | 0  | 1      | 1      | 2     |
| 11   | Txecoslovàquia | 0  | 1      | 1      | 2     |
| 13   | Finlàndia      | 0  | 1      | 0      | 1     |
| 14   | Grècia         | 0  | 1      | 0      | 1     |
| 15   | Itàlia         | 0  | 0      | 1      | 1     |
|      | TOTAL          | 19 | 19     | 19     | 57    |